# سان بیسنته د آربالو
سان بیسنته د آربالو دهستانی در استان آبیلای اسپانیا است.
در این دهستان ۲۲۸ نفر زندگی می‌کنند. مساحت این دهستان ۱۶٫۲۱ کیلومتر مربع است.